# Démographie de l'Égypte
Avec plus de 109 millions d'habitants en 2021, l'Égypte est le troisième pays le plus peuplé d'Afrique derrière le Nigeria et l'Éthiopie. L'Égypte est également le pays le plus peuplé du monde arabe, du Moyen-Orient et du bassin méditerranéen.

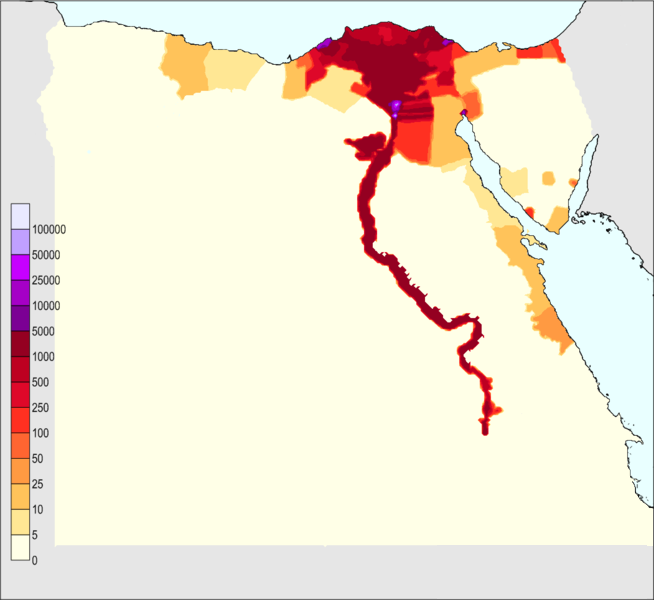
Densité de la population de l'Égypte en 2010.

Environ 95 % des habitants du pays vivent sur les rives du Nil ou dans le delta du Nil qui se déploie au nord du Caire, et le long du canal de Suez. Ces régions sont parmi les plus densément peuplées du monde, avec une moyenne de plus de 1.540 habitant par km², contre 96 personnes par km² pour l'ensemble du pays.

## Évolution démographique
Au cours du XIXe siècle, la population du pays a plus que doublé passant de 4 millions d'habitants en 1800 à 9,7 millions en 1900. Au cours du XXe siècle, celle-ci a été multipliée par plus de 8 avec plus de 80 millions d'habitants en 2010 tandis que la surface habitable, elle, a à peine doublé.
|                                  | 2015 | 2016 | 2017 | 2018 | 2019 | 2020 | 2021 | 2022 | 2023 | 2024 |
| -------------------------------- | ---- | ---- | ---- | ---- | ---- | ---- | ---- | ---- | ---- | ---- |
| Taux de natalité (‰)             | 30,2 | 28,6 | 26,8 | 24,5 | 23,3 | 22,2 | 21,4 | 21,2 | 19,4 | 18,5 |
| Taux de mortalité (‰)            | 6,5  | 6,1  | 5,7  | 5,8  | 5,8  | 6,6  | 7,3  | 5,8  | 5,5  | 5,7  |
| Taux d'accroissement naturel (‰) | 23,7 | 22,5 | 21,1 | 18,7 | 17,5 | 15,6 | 14,1 | 15,4 | 13,9 | 12,8 |

Source : CAPMAS, l'institut national de statistique

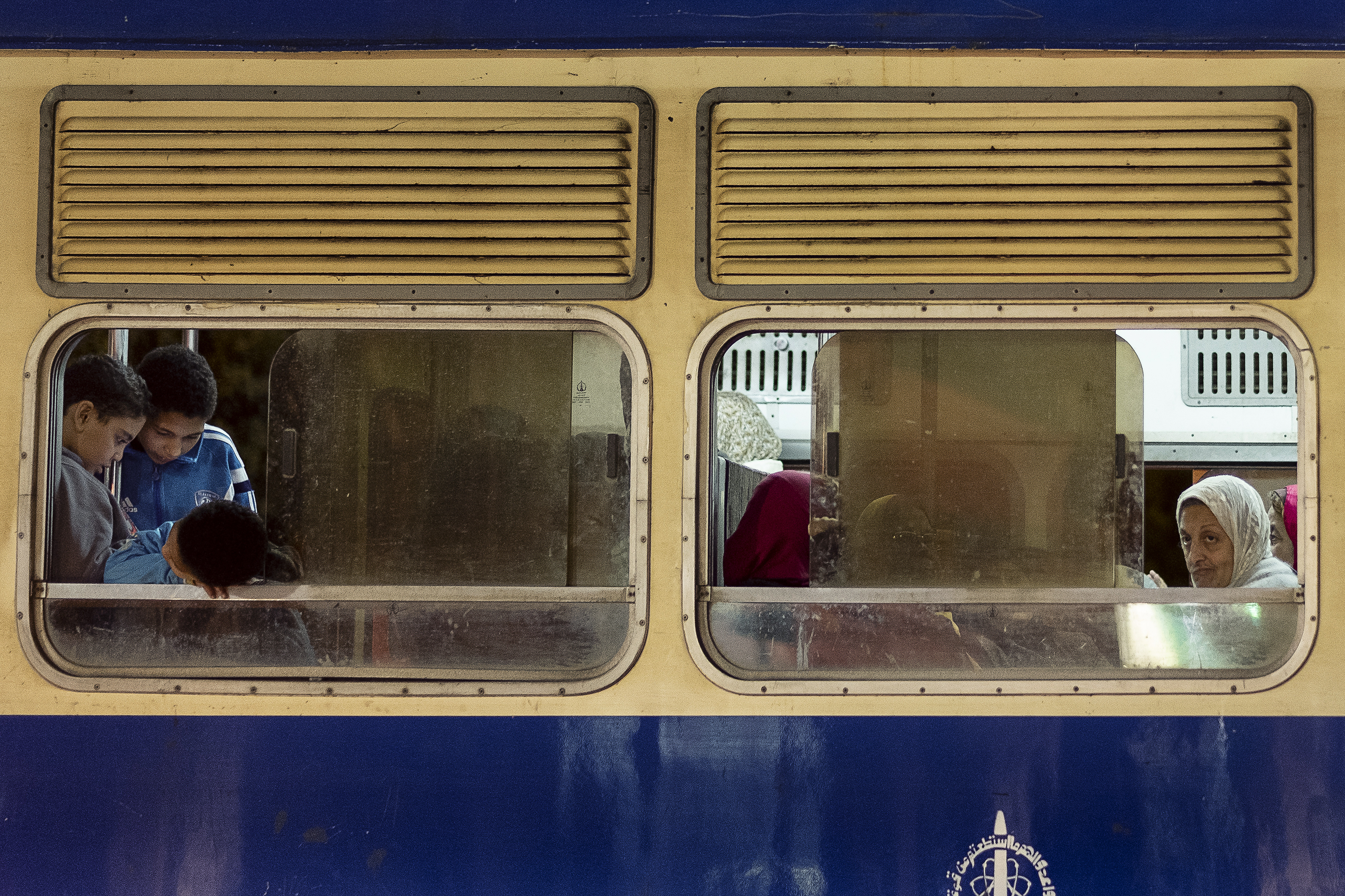
Fossé de générations.

À partir de 2005, en contradiction avec la plupart des prévisions internationales, la fécondité égyptienne repart à la hausse formant ce que le démographe Youssef Courbage nomme une « contre-transition démographique ». Le taux brut de natalité de 25,5 pour mille atteint 32 pour mille en 2012 et l'indice de fécondité passe de 3 à 3,5 enfants par femme, soit une augmentation de 17 %. Toutefois depuis 2014 le taux de natalité est de nouveau en diminution.
L'Égypte fait face à un problème : le pays dispose de peu de terres arables, alors même qu'en 2100 la population devrait approcher les 200 millions (deux fois plus qu'en 2018) ; l'Égypte pourrait donc ne pas avoir assez de terres arables pour convenir à toute sa population. Le pays le plus peuplé du monde arabe ajoute dans les années 2010 1,6 million de personnes chaque année à sa population.
En février 2020, l'Égypte devient le 13e pays au monde à franchir le seuil des 100 millions d'habitants.

## Analyses
La religiosité et « le conservatisme prégnant » de la société égyptienne sont évoqués comme l'un des facteurs explicatifs de la croissance démographique : les Frères musulmans ayant accédé au pouvoir en 2011 jusqu'au coup d'État du maréchal Abdel Fattah al-Sissi en juillet 2013 — défendaient en particulier des positions très natalistes. Néanmoins, les démographes remarquent que le nombre idéal d'enfants chez les Égyptiennes reste toujours proche de 3 enfants depuis 1988, et connaît peu de variations selon l'âge, la région, le milieu de résidence ou le niveau d'instruction.
Anne Goujon et Zakarya Al Zalak notent que la hausse de la fécondité touche tous les milieux, urbains comme ruraux, les moins riches comme les plus aisés. Depuis 2008, les femmes se marient plus tôt et deviennent mères plus jeunes. L'Égypte est un pays où les mariages précoces sont encore « très fréquents » : en 2014, 85 % du groupe d’âges des jeunes femmes de 15-19 ans étaient déjà mariées.

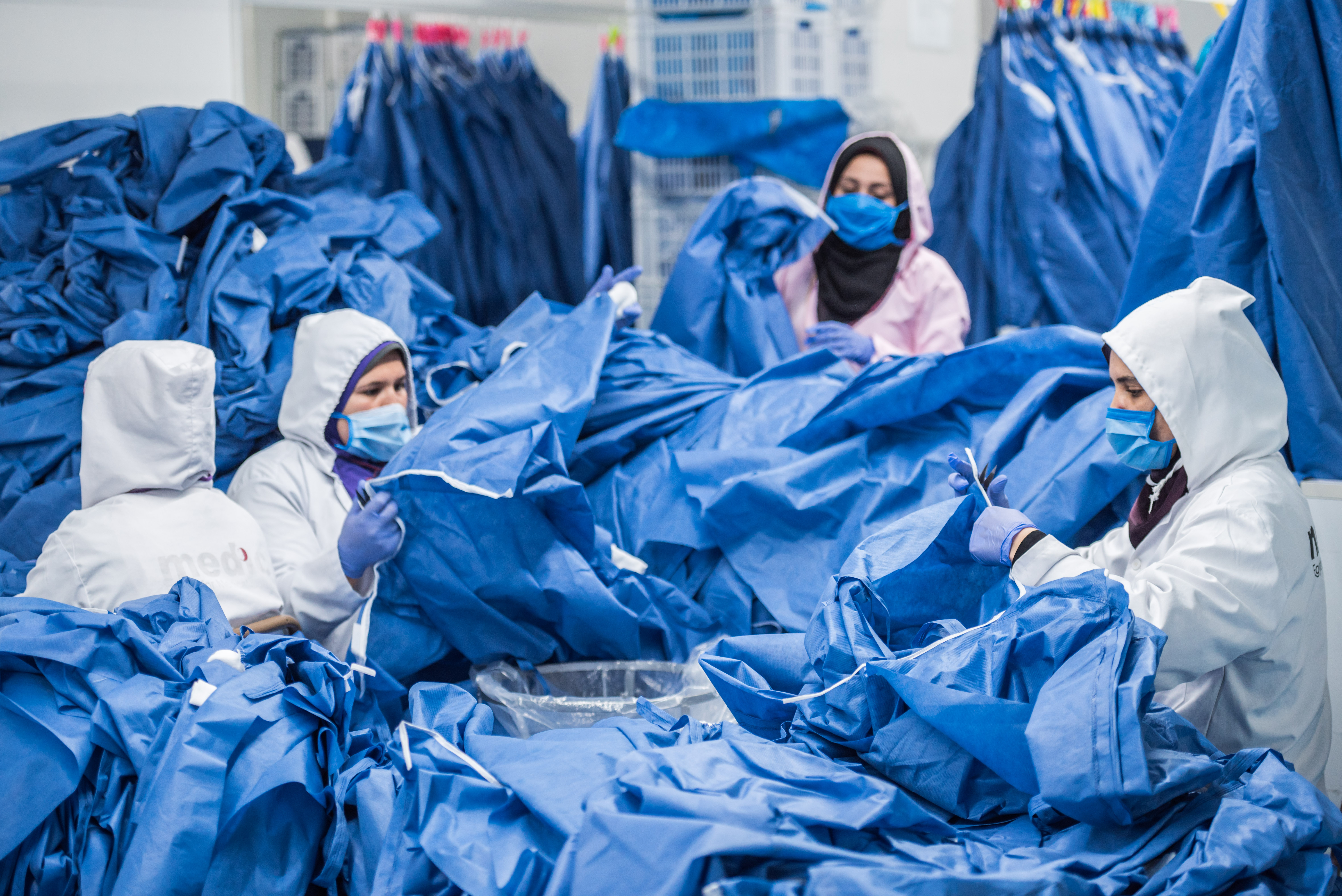
Femmes travaillant dans une usine de matériel médical.

La question de l'emploi féminin est privilégiée pour expliquer cette évolution,. On assiste en effet à un recul de l'emploi féminin (le taux de chômage féminin étant très élevé et se situant officiellement à 19 %) et à « une explosion du mariage ». Chez les femmes les plus instruites dont le taux d'activité recule également, l'évolution est proche ce qui montrerait que « l’arme de l’instruction féminine qui était la voie royale de la transition démographique s’est émoussée. »
La hausse rapide de la population égyptienne suscite un certain nombre de questions touchant l'épuisement des ressources naturelles, le poids de la densité de population sur les terres habitées, l'aggravation du phénomène de forte proportion de jeunes — 60 % de la population à moins de 30 ans —, la capacité du système éducatif ainsi que du marché du travail à absorber ces nouvelles générations dans un pays où le taux de chômage en 2014 est déjà de 13,4 %, ainsi que le risque d’aggravation de la frustration sociale,,.

## Réponses politiques
En 2017, le président Abdel Fattah al-Sissi déclare que la surpopulation constitue avec le terrorisme « les deux véritables menaces » pour l'Égypte, le nouveau vice-ministre de la Santé Tarek Mohamed Tawfik annonçant que le ministère prévoit de sensibiliser les gens aux méthodes de contraception, en mettant l'accent sur les femmes dans les zones rurales.

## Immigration en Egypte
| Pays d'origine  | 2020    |
| --------------- | ------- |
| Palestine       | 135 932 |
| Syrie           | 125 673 |
| Soudan          | 60 066  |
| Somalie         | 20 501  |
| Irak            | 20 042  |
| Soudan du Sud   | 19 013  |
| Érythrée        | 18 232  |
| Éthiopie        | 16 256  |
| Yémen           | 9 158   |
| Arabie saoudite | 8 238   |
| Allemagne       | 7 771   |
| Russie          | 7 536   |
| États-Unis      | 6 075   |
| Jordanie        | 5 277   |
| Libye           | 5 047   |
| Italie          | 4 206   |
| Liban           | 3 197   |
| Royaume-Uni     | 3 161   |
| Koweït          | 3 008   |
| Indonésie       | 2 897   |
| France          | 2 874   |
| Malaisie        | 2 836   |
| Total           | 543 937 |

| Pays d'origine      | 2022      |
| ------------------- | --------- |
| Soudan              | 4 000 000 |
| Syrie               | 1 500 000 |
| Yémen               | 1 000 000 |
| Libye               | 1 000 000 |
| Arabie saoudite     | 600 000   |
| Soudan du Sud       | 300 000   |
| Somalie             | 200 000   |
| Irak                | 150 000   |
| Palestine           | 135 932   |
| Éthiopie            | 17 000    |
| Autres nationalités | 109 650   |
| Total               | 9 012 582 |

## Sources
- Statistiques de la CIA
- Statistiques de l’ONU